# 존 윈덤

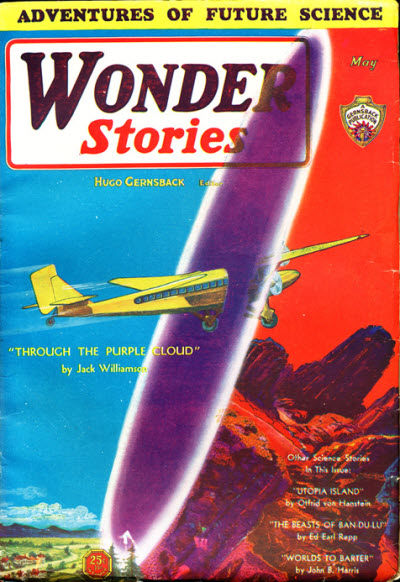
윈덤이 처음으로 출간한 SF 이야기 "Worlds to Barter"는 1931년 5월 Wonder Stories에 "John Beynon Harris"라는 필명으로 실렸다

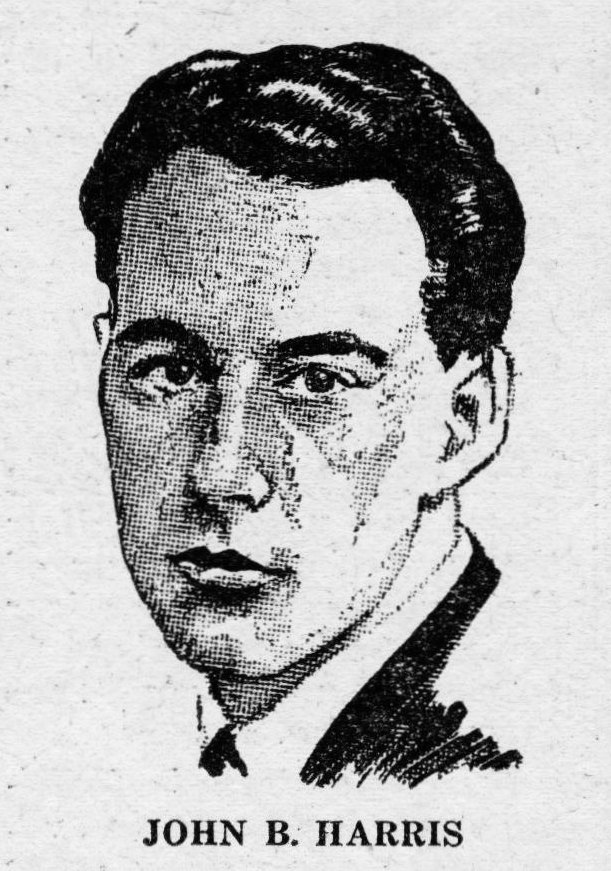
윈덤/해리스는 1931년 5월 원더 스토리에 묘사되어 있다.

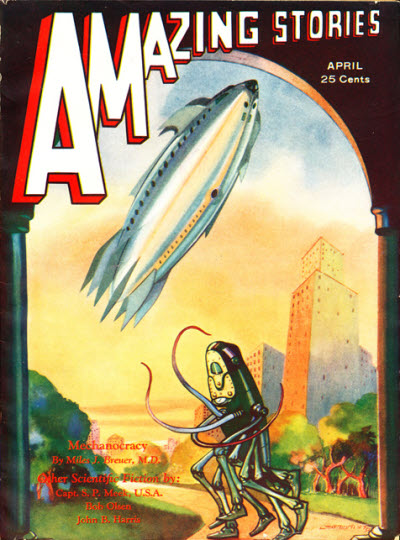
윈덤의 두 번째 이야기 "잃어버린 기계"는 어메이징 스토리(Amazing Stories) 1932년 4월호에 해리스라는 이름으로 실렸다

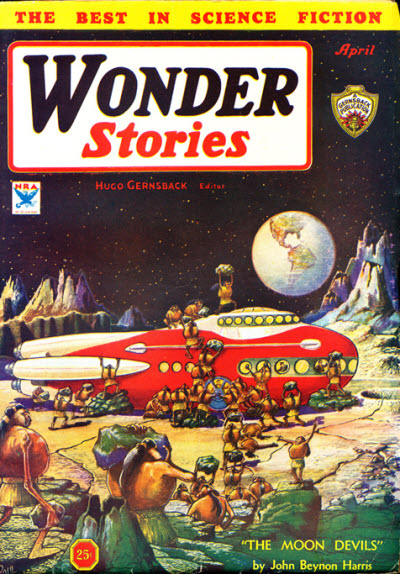
윈덤의 1934년 중편 "The Moon Devils"는 원더 스토리(Wonder Stories) 4월호의 커버 스토리였다

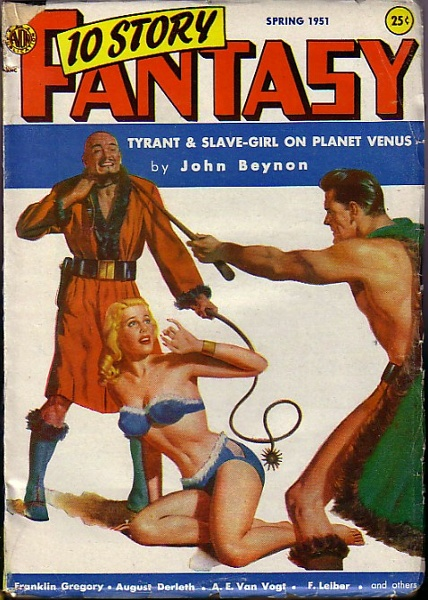
윈덤의 1951년 중편 "금성의 폭군과 노예-소녀"는 "존 베이넌"이라는 필명으로 텐 스토리 판타지(Ten Story Fantasy)에 커버 스토리로 실렸다

윈덤(John Wyndham, 1903년 7월 10일 ~ 1969년 3월 11일) 은 영국의 중요한 SF 작가로, 외계인과 지구인의 싸움에 대한 소설을 많이 썼다. 《바다 속의 우주 괴물》에서 그는 불덩이, 배의 침몰, 평소보다 서늘한 여름 등 일상에서 잘 볼 수 있는 일들로 목성인들과의 사투를 그리고 있다. 그 외에 그의 대표작 《트리피드의 날》, 《저주받은 마을》은 영화화되었다.